# Università Nicolae Titulescu
L'Università Nicolae Titulescu è un'università privata con sede a Bucarest fondata nel 1990 e accreditata dalla legge nr. 241 del 23 aprile 2002 (pubblicata sul Monitorul Oficial nr. 291 del 30 aprile 2002). È intitolata al politico Nicolae Titulescu.
Nell'anno accademico 1999-2000 ha inaugurato il nuovo campus di Bulevardul Văcărești.

## Struttura
L'ateneo è organizzato nelle seguenti facoltà:
- Giurisprudenza
- Scienze economiche
- Scienze sociali e amministrative